# Kill This Love (canción)
«Kill This Love» es un sencillo del grupo surcoreano Blackpink. Fue publicado el 4 de abril de 2019 a través por YG Entertainment, Genie e Interscope, como el sencillo principal del segundo EP en coreano del grupo, Kill This Love. Fue escrito por Teddy Park y Bekuh BOOM y producida por ellos junto a R.Tee y 24. Una versión japonesa de la canción fue lanzada el 16 de octubre de 2019.
Tras el lanzamiento de su vídeo musical, este rompió el récord de la mayor cantidad de visitas en 24 horas, acumulando 56,7 millones de visitas y, a septiembre de 2020, ha acumulado más de mil millones de visitas en la plataforma.
Comercialmente, el sencillo alcanzó las listas de éxitos en 27 países. Logró la segunda posición en Corea del Sur y se convirtió en el primer éxito del grupo en ubicarse entre los 50 primeros en los Estados Unidos y el Reino Unido, convirtiéndose así también en la canción de k-pop femenina con más alto ranking en el Billboard Hot 100 en ese momento. Ha sido certificada con plata por la Recording Industry Association of Japan (RIAJ).

## Antecedentes y lanzamiento
Yang Hyun-suk, Director Ejecutivo de YG Entertainment anunció en febrero de 2019 que Blackpink regresarían con un EP en marzo. El sencillo y el EP fueron anunciados el 25 de marzo.  Entre el 31 de marzo y el 1 de abril, se publicaron varias imágenes teaser individuales en sus cuentas de redes sociales.
El 26 de julio, se anunció que el grupo lanzaría una versión japonesa de su EP Kill This Love el 11 de septiembre de 2019. El álbum perdió su fecha de lanzamiento inicial y fue lanzado finalmente el 16 de octubre de 2019. Una grabación en vivo de la versión japonesa de «Kill This Love», grabada en el Tokyo Dome el 4 de diciembre de 2019, se incluyó en el tercer álbum en vivo del grupo, Blackpink 2019-2020 World Tour In Your Area - Tokyo Dome, lanzado el 6 de mayo de 2020 a través de Universal Music Japan.

## Composición
La canción fue escrita por Teddy Park y Bekuh BOOM, quien previamente escribió «Ddu-Du Ddu-Du», mientras que la producción fue manejada por ellos junto con R.Tee y 24. El contenido de la letra ha sido descrita como un «himno de ruptura». La canción ha sido descrita como un tema «intenso de electropop con elementos del trap». La canción contiene cuernos a todo volumen y percusión marcial, con Rosé y Jisoo liderando los precoros «apasionados» sobre la ruptura. La canción termina con un «grito de guerra imperial». JMK de la revista Billboard señaló que el concepto de girl crush del grupo nunca se sintió más visceral que con esta canción.

## Vídeo musical
Un vídeo musical de acompañamiento para la canción fue dirigido por Hyun Seung Seo y fue lanzado simultáneamente con la canción. Tras el lanzamiento del vídeo musical, «Kill This Love» obtuvo simultáneamente los récords del 
vídeo más visto en su primer día de publicación, acumulando 56,7 millones de visualizaciones y el vídeo más rápido en obtener un millón de me gusta, alcanzados en 33 minutos. Además, se convirtió en el vídeo más rápido en llegar a 100 millones de visitas en YouTube, lográndolo en aproximadamente 2 días y 14 horas, superando el récord establecido por el artista coreano Psy con «Gentleman» en 2013.
El récord fue superado siete días después por la canción de BTS, «Boy With Luv». «Kill This Love» también estableció el récord del estreno más visto de YouTube con 979.000 espectadores durante su transmisión. La emisora pública surcoreana KBS prohibió el vídeo musical «por violar la Ley de Tránsito Vial del país», debido a una escena en la que se ve a Rosé conduciendo un automóvil a alta velocidad sin cinturón de seguridad.
El 9 de abril, fue lanzado el vídeo de práctica de baile de la canción, a través del canal oficial de YouTube de Blackpink. El 14 de octubre de 2020, el vídeo alcanzó las 300 millones de visitas.

## Promoción

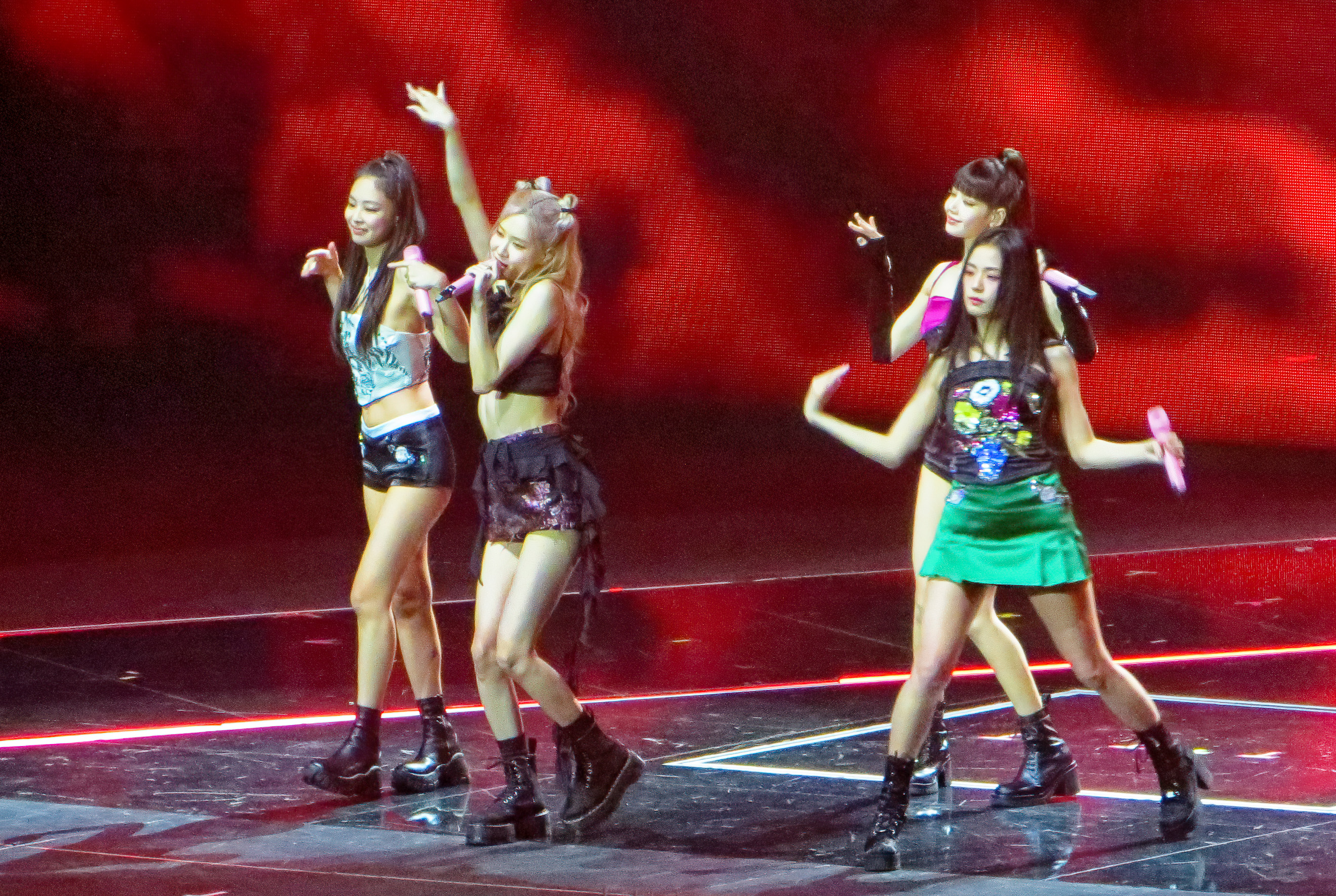
Blackpink en 2022

Blackpink promocionó la canción en varios programas de música de Corea del Sur, incluyendo Show! Music Core e Inkigayo. «Kill This Love» junto con otras canciones del EP del mismo nombre fueron promocionadas también en el Festival Coachella el 12 y 19 de abril de 2019.
La canción formó parte oficial del videojuego de baile Just Dance 2020.

## Rendimiento comercial
«Kill This Love» debutó en la posición 25 de la lista Gaon Digital Chart con sólo un día y medio de listas, y luego alcanzó el número 2 la segunda semana, dándole al grupo su sexta canción entre las cinco mejores de la lista. En los Estados Unidos, el sencillo debutó en el puesto 41, vendiendo 7.000 copias puras la primera semana y acumulando 18,6 millones de reproducciones. La canción se mantuvo en el Hot 100 durante un total de cuatro semanas consecutivas. En el Reino Unido, «Kill This Love» se ubicó en el puesto 33, el más alto para cualquier acto femenino de Corea del Sur.

## Recepción de la crítica
«Kill This Love» recibió críticas mixtas de los críticos musicales. En una revisión positiva, Erica Russell de Paper consideró a la canción como la mejor lanzada en 2019, calificándola como una «síntesis sonora perfecta de todos los miembros y una culminación explosiva de los estilos musicales que gobernaron la última década».
JMK de revista Billboard declaró que el «concepto de 'girl crush' del grupo nunca se sintió más visceral». En otra lista de Billboard, el escritor Andrew Unterberger clasificó la canción como la mejor número 66 del año y calificó la producción como «prácticamente bíblica». Yannik Gölz de Laut.de llamó a la canción una «sobrecarga sensorial» y que la canción es «espectacular, como un dibujo animado y un trap-pop sobredimensionado, lleno hasta el punto de la irritación», pero deseaba un mejor gancho.
En una revisión más negativa, Michelle Kim de Pitchfork, calificó la producción de la canción como «extrañamente anticuada» y que la canción podría haberse hecho a principios de la década de 2010. También comparó la canción con el sencillo «Bad Blood» de Taylor Swift de 2015, «aunque sin el gancho Swiftiano pegadizo». Rhian Daly de revista NME criticó la producción de la pista diciendo que el coro era «aburrido» y «una oportunidad perdida» después de la acumulación de buenas canciones. Nur Izzaty Shaifullizan de The Star comparó la canción con el sencillo de Blackpink de 2018 «Ddu-Du Ddu-Du», indicando que es «potencialmente mejor, pero más de lo mismo».

## Reconocimientos

### Premios y nominaciones
| Año  | Evento                   | Premio                                    | Resultado | Ref.   |
| ---- | ------------------------ | ----------------------------------------- | --------- | ------ |
| 2019 | Breaktudo Awards         | Vídeo musical internacional del año       | Ganador   | [ 31 ] |
| 2019 | Breaktudo Awards         | Vídeo boom del año                        | Ganador   | [ 31 ] |
| 2019 | Melon Music Awards       | Mejor track de rap/hip-hop                | Nominado  | [ 32 ] |
| 2019 | Mnet Asian Music Awards  | Canción del año                           | Nominado  | [ 33 ] |
| 2019 | Mnet Asian Music Awards  | Mejor performance de baile grupo femenino | Nominado  | [ 33 ] |
| 2019 | MTV Video Music Awards   | Mejor k-pop                               | Nominado  | [ 34 ] |
| 2019 | Mubeat Awards            | Canción del año                           | Nominado  | [ 35 ] |
| 2019 | Peoples Choice Awards    | Vídeo musical del 2019                    | Ganador   | [ 36 ] |
| 2020 | Gaon Chart Music Awards  | Canción del año - abril                   | Nominado  | [ 37 ] |
| 2020 | IHeartRadio Music Awards | Mejor vídeo musical                       | Nominado  | [ 38 ] |
| 2020 | IHeartRadio Music Awards | Coreografía de vídeo musical favorita     | Ganador   | [ 39 ] |

### Premios en programas de música
| Programa       | Fecha               | Ref.   |
| -------------- | ------------------- | ------ |
| Inkigayo (SBS) | 21 de abril de 2019 | [ 40 ] |
| Inkigayo (SBS) | 26 de mayo de 2019  | [ 41 ] |

### Listados
| Publicación              | Lista                                                            | Ranking  | Ref.   |
| ------------------------ | ---------------------------------------------------------------- | -------- | ------ |
| Amazer                   | Canción de k-pop más versionada del 2019                         | 1.º      | [ 42 ] |
| Billboard                | The 50 Best Songs of 2019 (So Far): Staff Picks                  | 50.º     | [ 43 ] |
| Billboard                | Las 100 mejores canciones del 2019: Staff List                   | 66.º     | [ 26 ] |
| Billboard                | Las 25 mejores canciones de k-pop del 2019: Critics' Picks       | 21.º     | [ 25 ] |
| BuzzFeed                 | Mejores vídeos musicales de k-pop del 2019                       | 9.º      | [ 44 ] |
| CelebMix                 | Top 10: Canciones k-pop del 2019                                 | 5.º      | [ 45 ] |
| Elle Vietnam             | 10 Korean songs to calm the spirit after parting                 | 3.º      | [ 46 ] |
| GQ Reino Unido           | Mejores Canciones del 2019                                       | 9.º      | [ 47 ] |
| Idolator                 | Los 55 mejores vídeos musicales del 2019                         | 29.º     | [ 48 ] |
| Idology                  | The Best Songs of 2019                                           | 9.º      | [ 49 ] |
| Idology                  | The Best Music Videos of 2019                                    | Incluida | [ 50 ] |
| Paper                    | Top 50: Canciones del 2019                                       | 1.º      | [ 24 ] |
| Pitchfork                | Los 20 mejores vídeos musicales del 2019                         | 14.º     | [ 51 ] |
| Refinery29               | Las mejores canciones de k-pop del 2019                          | 17.º     | [ 52 ] |
| Rolling Stone India      | Los 10 mejores vídeos musicales del k-pop del 2019               | Incluida | [ 53 ] |
| Rolling Stone India      | 10 himnos feministas del K-pop perfectos para el Día de la Mujer | 7.º      | [ 54 ] |
| SBS PopAsia              | PopAsia's Top 100 Asian pop songs of 2019: 50-1                  | 6.º      | [ 55 ] |
| South China Morning Post | Las 10 mejores canciones de k-pop del 2019                       | 2.º      | [ 56 ] |
| Spotify                  | Top Groups of 2019                                               | 17.º     | [ 57 ] |
| Spotify                  | Most Streamed K-Pop Songs Globally 2020                          | 8.º      | [ 58 ] |
| Spotify                  | Top K-Pop Tracks of 2021                                         | Incluida | [ 59 ] |
| Spotify Brasil           | Canción k-pop más popular en Spotify Brasil 2019                 | 1.º      | [ 60 ] |
| Verge Magazine           | Las 10 mejores canciones de Blackpink                            | 10.º     | [ 61 ] |
| YouTube                  | Top 10: Vídeos musicales más vistos del 2019 en el Mundo         | 7.º      | [ 62 ] |
| YouTube                  | Top 10: Vídeos musicales más vistos del 2019 en Corea            | 4.º      | [ 63 ] |

## Posicionamiento en listas
| Lista (2019)                                   | Mejor posición |
| ---------------------------------------------- | -------------- |
| Argentina (Argentina Hot 100)                  | 42             |
| Austria (Ö3 Austria Top 40)                    | 45             |
| Alemania (Official German Charts)              | 58             |
| Bélgica (Flandes) (Ultratip Bubbling Under)    | 22             |
| Bélgica (Valonia) (Ultratip Bubbling Under)    | 31             |
| Canadá (Hot 100)                               | 11             |
| Corea del Sur (Gaon Digital Chart)             | 2              |
| Corea del Sur (K-pop Hot 100)                  | 2              |
| Escocia (OCC)                                  | 40             |
| Eslovaquia (Singles Digitál Top 100)           | 22             |
| Estados Unidos (Billboard Hot 100)             | 41             |
| Estados Unidos (Billboard World Digital Songs) | 1              |
| Estonia (Eesti Ekspress)                       | 9              |
| España (PROMUSICAE)                            | 55             |
| Filipinas (PARI)                               | 1              |
| Finlandia (Billboard Digital Song Sales)       | 9              |
| Francia (SNEP)                                 | 126            |
| Grecia (IFPI)                                  | 23             |
| Hungría (Single Top 40)                        | 7              |
| Hungría (Stream Top 40)                        | 12             |
| Irlanda (IRMA)                                 | 30             |
| Japón (Japan Hot 100)                          | 6              |
| Japón (Oricon)                                 | 20             |
| Letonia (IFPI)                                 | 16             |
| Lituania (AGATA)                               | 9              |
| Malasia (RIM)                                  | 1              |
| México (Mexico Ingles Airplay)                 | 12             |
| Nueva Zelanda (Recorded Music NZ)              | 24             |
| Países Bajos (Mega Single Top 100)             | 83             |
| Portugal (AFP)                                 | 42             |
| Reino Unido (UK Singles)                       | 33             |
| República Checa (Singles Digitál Top 100)      | 26             |
| Rusia (Tophit)                                 | 17             |
| Singapur (RIAS)                                | 17             |
| Suecia (Sverigetopplistan)                     | 56             |
| Suiza (Schweizer Hitparade)                    | 45             |

| Lista (2019)                       | Mejor posición |
| ---------------------------------- | -------------- |
| Corea del Sur (Gaon Digital Chart) | 4              |

| Lista (2019)                       | Mejor posición |
| ---------------------------------- | -------------- |
| Corea del Sur (Gaon Digital Chart) | 45             |
| Japón (Japan Hot 100)              | 60             |
| Malasia (RIM)                      | 7              |
| Portugal (AFP)                     | 389            |

## Certificaciones
| País                                               | Organismo certificador | Certificación | Ventas certificadas | Ref.    |
| Ventas                                             | Ventas                 | Ventas        | Ventas              | Ventas  |
| -------------------------------------------------- | ---------------------- | ------------- | ------------------- | ------- |
| Australia                                          | ARIA                   | Platino       | 70 000*             | [ 103 ] |
| Brasil                                             | PMB                    | Diamante      | 160 000*            | [ 104 ] |
| Francia                                            | SNEP                   | Oro           | 100 000*            | [ 105 ] |
| Polonia                                            | ZPAV                   | Oro           | 10 000*             | [ 106 ] |
| Portugal                                           | AFP                    | Oro           | 5 000*              | [ 107 ] |
| Reino Unido                                        | BPI                    | Plata         | 200 000*            | [ 108 ] |
| Streaming                                          |                        |               |                     |         |
| Corea del Sur                                      | KMCA                   | Platino       | 100 000 000*        | [ 109 ] |
| Japón                                              | RIAJ                   | Platino       | 100 000 000*        | [ 2 ]   |
| *Cifras de ventas basadas sólo en certificaciones. |                        |               |                     |         |

## Historial de lanzamiento
| País           | Fecha              | Formato                    | Sello            | Ref.    |
| -------------- | ------------------ | -------------------------- | ---------------- | ------- |
| Mundo          | 4 de abril de 2019 | Descarga digital streaming | Genie Interscope | [ 110 ] |
| Estados Unidos | 7 de mayo de 2019  | Contemporary hit radio     | Interscope       | [ 111 ] |